# هالووين
الهالووين أو عشية أو ليلة عيد جميع القديسين (بالإنجليزية: Halloween) هو احتفال يقام في دول كثيرة ليلة 31 أكتوبر/ تشرين الأول من كل عام وذلك عشية العيد المسيحي الغربي (عيد جميع القديسين)، ولكنهما عيدان مختلفان. مع أن كلمة الهلووين (Halloween من Hallowe'en) مشتقة من «عشية القديسين» (Hallows' Even أي Hallows' Evening) التي تفتح به الأيام الثلاثة للسنة الطقسية للمسيحية الغربية المكرسة لاستذكار الموتى، إلا أن الهالويين كما يحتفل به الآن في دول كثيرة حول العالم باسلوب متأثر بالنسخة الأميركية، وذلك بفضل هيمنة الثقافة الأميركية على الإعلام في عصر العولمة، وهي نسخة بعيدة كل البعد عن الجذور الدينية.
ويعد الهالويين مناسبة ثقافية يُحتفل بها حول العالم، خاصة في الولايات المتحدة وكندا وأيرلندا والمملكة المتحدة وأستراليا.
يعتقد بأن عشية جميع القديسين احتفال مسيحي متأثر بشكل كبير بتقاليد مهرجانات الحصاد في ثقافة القلطية، مع احتمال وجود جذور وثنية، وخاصةً من مهرجان الغايلي سامهاين. في حين أن علماء أكاديميون آخرون يؤكدون أن عيد الهالويين نشأ بشكل مستقل وله جذور مسيحية.
وتشمل تقاليد عيد الهالووين بالخدع وطقس يعرف باسم خدعة أم حلوى، والتنكر في زي الهالووين، والتزيين، ونحت القرع ووضع فوانيس جاك، ومشاعل الإضاءة، وزيارة المعالم السياحية المسكونة، وقراءة القصص المخيفة ومشاهدة أفلام الرعب. في أجزاء كثيرة من العالم، لا تزال تمارس الاحتفالات الدينية المسيحية بما في ذلك حضور الطقوس الكنسيّة وإضاءة الشموع على قبور الموتى من الأقارب. على الرغم من أن العيد تحول في مناطق مختلفة من العالم إلى احتفال تجاري وعلماني. يمتنع بعض المسيحيين تاريخياً عن أكل اللحوم عشية جميع القديسين، ومن التقاليد التي تعكس بعض الأطعمة في هذا اليوم التفاح، وفطائر البطاطس والكعك المحلى.

## التاريخ

### الأصول المسيحية والعادات التاريخية
يعتقد أن الهالووين قد تأثر بالمعتقدات والممارسات المسيحية. الكلمة الإنجليزية "هالوين" مشتقة من "All Hallows' Eve"، والتي تشير إلى المساء الذي يسبق الأيام المقدسة المسيحية لعيد جميع القديسين (المعروف أيضًا باسم يوم جميع القديسين) في 1 نوفمبر ويوم ذكرى الأموات في 2 نوفمبر. منذ زمن الكنيسة الأولى، كانت الأعياد الكبرى في المسيحية (مثل عيد الميلاد وعيد الفصح وعيد العنصرة) تبدأ في الليلة السابقة، كما حدث في عيد جميع القديسين. تُسمى هذه الأيام الثلاثة مجتمعة ( الهالوماس ) وهي الفترة التي يكرم فيها المسيحيون الغربيون جميع القديسين ويصلون من أجل أرواح الراحلين الجدد الذين هم في رحلتهم إلى السماء. احتفلت الكنائس المختلفة بذكرى جميع القديسين والشهداء في تواريخ مختلفة، معظمها في فصل الربيع. على سبيل المثال في مدينة الرها الرومانية في القرن الرابع عقد الاحتفال في 13 مايو، وفي 13 مايو 609، أعاد البابا بونيفاس الرابع تكريس معبد البانثيون في روما إلى "القديسة مريم وجميع الشهداء" بمناسبة تتويج مهرجان روماني قديم للمتوفى يعرف باسم ليموريا .
تعود جذوره إلى آيرلندا وامتدت إلى إقامة مهرجان كلتي في سامهاين. وصدف ان موعد الهالووين يأتي مع احتفال المسيحيين بعيد يوم جميع القديسين. ويعتبر اليوم احتفالًا عالميًا تُغلق الدوائر الرسمية في الدول الغربية وغيرها أبوابها للاحتفال به. وتشمل الأنشطة المرافقة لعيد الهالووين الخدع، وارتداء الملابس الغريبة والأقنعة، وتروى القصص عن جولات الأشباح في الليل. وتعرض التليفزيونات ودور السينما بعض أفلام الرعب.

## في الولايات المتحدة
في الولايات المتحدة يحتفل الأمريكيون من مختلف الثقافات والأديان بالهالووين، ويقوم العامة فيه بتزيين البيوت والشوارع باليقطين المزخرف والمضاء والألعاب المرعبة والساخرة. ويتنكر الجميع من كبار وصغار لكي لا تعرفهم الأرواح الشريرة حيث تقول الأسطورة بأن كل الأرواح تعود في هذه الليلة من البرزخ إلى الأرض وتسود وتموج حتى الصباح التالي. ويتنقل الأطفال من بيت لآخر وبحوزتهم أكياس وسلال لتملأها بالشكولاتة والحلوى في طقس يعرف باسم خدعة أم حلوى، ومن لا يعطي الأولاد المتنكرين الشكولاتة وحلوى الكراميل «تغضب منه الأرواح الشريرة». وهوليوود لم تتأخر عن هذا فقد أنتجت عشرات الأفلام عن الهالويين، منها أفلام رعب، كوميديا سوداء إضافة لأفلام كرتون للأطفال. كما تنشط مصانع الألعاب والحلويات والمحال التجارية حيث تحقق مناسبة الهالووين نشاطا تجاريا وزيادة في الإنتاج.

## معرض صور

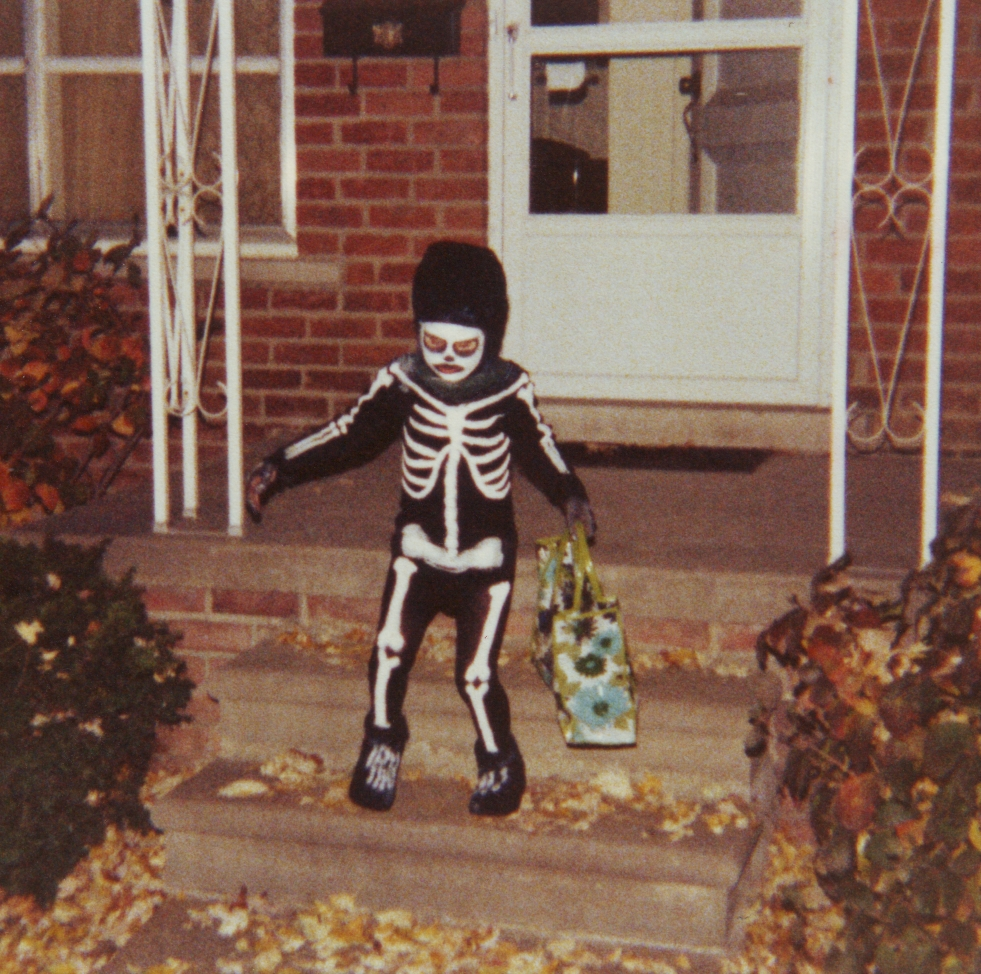
طفل يرتدي زيًّا تنكريًّا "مرعبًا" حسب تقاليد الهالويين ويدور على المنازل لجمع الحلوى والنقود حيث يردد جملة خدعة أم حلوى بالإنجليزية. (trick or treat)

## وصلات خارجية
- هالووين على مشروع الدليل المفتوح
- «موجز تاريخ الهالووين» - بي بي سي (بالإنجليزية)
- «تاريخ الهالووين» - هيستوري تشانل (بالإنجليزية)